# 帕西菲克 (加利福尼亞州)
帕西菲克（英語：Pacific）是位於美國加利福尼亞州埃爾多拉多縣的一個非建制地區。該地的面積和人口皆未知。

## 地理
帕西菲克的座標為38°45′37″N 120°30′26″W / 38.76028°N 120.50722°W，而該地的平均海拔高度為1035米（即3396英尺）。